# 富徳寺 (羽生市)
富徳寺（ふとくじ）は、埼玉県羽生市にある曹洞宗の寺院。

## 歴史
安土桃山時代、鷺坂道可の開基である。1590年（天正18年）、徳川家康が関東地方に転封された際に、大久保忠隣は羽生領の領主となった。ただ忠隣は羽生城には入城せず、城代として鷺坂道可を任じた。道可は旧主で羽生城の城主だった木戸忠朝の遺訓を奉じて出家し、源長寺第3世住職の徳巌正道を開山として招聘し、当寺を創建した。
1648年（慶安元年）、江戸幕府第3代将軍徳川家光より、寺領20石7斗の朱印状が交付されている。

## 交通アクセス
- 南羽生駅より徒歩12分。